# Săulești (gmina)
Săulești – gmina w Rumunii, w okręgu Gorj. Obejmuje miejscowości Bibești, Dolcești, Purcaru i Săulești. W 2011 roku liczyła 2110 mieszkańców.